# Valbuena de Pisuerga
Valbuena de Pisuerga is een gemeente in de Spaanse provincie Palencia in de regio Castilië en León met een oppervlakte van 29,02 km². Valbuena de Pisuerga telt 50 inwoners (1 januari 2016).

## Demografische ontwikkeling
Bron: INE, 1857-2011: volkstellingen
Opm.: In 1857 werd de gemeente San Cebrián de la Buena Madre aangehecht